# American Locomotive Company
Die American Locomotive Company (ALCo) war ein US-amerikanisches Unternehmen des Lokomotiv- und Maschinenbaues und später auch der Rüstungsindustrie und der Kernenergieindustrie. Sie entstand 1901 aus dem Zusammenschluss von sieben Dampflokomotiven-Herstellern mit den Schenectady Locomotive Works in Schenectady, New York, Vereinigte Staaten.
Diese sieben Lokomotivbauer waren:
- Brooks Locomotive Works – Dunkirk (New York)
- Cooke Locomotive & Machine Works – Paterson (New Jersey)
- Dickson Manufacturing Company – Scranton (Pennsylvania)
- Manchester Locomotive Works – Manchester (New Hampshire)
- Pittsburgh Locomotive & Car Works – Pittsburgh (Pennsylvania)
- Rhode Island Locomotive Works – Providence (Rhode Island)
- Richmond Locomotive Works – Richmond (Virginia)

Die ALCO waren der zweitgrößte Dampflokomotivbauer der Welt und produzierten über 75.000 Lokomotiven, von denen allein 63 % in Schenectady gebaut wurden.
1964 wurde ALCO von der Worthington Corporation aufgekauft, in Alco-Products umbenannt und 1968 in mehrere Tochtergesellschaften aufgelöst.

## Geschichte

### Anfänge
Im Jahre 1848 wurde die American Locomotive Company als „Schenectady Engine Manufactory“ in Schenectady gegründet und lieferte schon im ersten Jahr ihre erste Dampflokomotive, genannt „Lightning“, aus; sie wurde der Utica & Schenectady Railway übergeben. Drei Jahre darauf, im Mai 1851, wurde die Firma zum ersten Mal umbenannt. Sie hieß nun „Schenectady Locomotive Works“. Nach den ersten Großaufträgen ab dem Jahre 1861, bei denen 84 Dampflokomotiven an die US Army geliefert wurden, brannten Teile des Werkes im Jahre 1866 nieder. Am 24. Juni 1901 schloss sich die Schenectady Locomotive Works mit sieben weiteren Lokomotivwerken zur American Locomotive Company (ALCo) zusammen, um mit den Baldwin Locomotive Works konkurrieren zu können.

### Ausweitung der Aktivitäten
Mit dem Zusammenschluss der acht Lokomotivwerke war es möglich, weitere Firmen der American Locomotive Company anzugliedern. So wurde im Jahre 1904 die Kontrolle über die Locomotive & Machine Company of Montreal Ltd., die späteren Montreal Locomotive Works, übernommen. Nur ein Jahr später wurden die Rogers Locomotive Works gekauft. Neben dem Lokomotivbau, der im Jahre 1910 die 50.000. Dampflokomotive zu verzeichnen hatte, stieg die Firma 1906 in die Automobilbranche ein. Unter der Lizenz eines französischen Herstellers in der amerikanischen Stadt Providence wurde zwei Jahre darauf ein erstes Automobil entwickelt und gebaut. Aus Rentabilitätsgründen musste der Bau von Automobilen im Jahre 1913 aufgegeben werden. Dennoch zeigte sich die ALCo 1917 als die 61. größte Firma der USA. In den folgenden Jahren wurden technische Neuerungen vorangetrieben: 1924 konnte die erste auch kommerziell erfolgreiche Rangierdiesellokomotive aus der Reihe 1000 (Bo’Bo’, 54,4 t, 300 PS) gebaut werden. Dies ermöglichte den Kauf der Railway Steel Spring Company (1926) und der McIntosh & Seymour Diesel Engine Company (1929), die im Jahr zuvor die erste dieselelektrische Personenzuglokomotive der USA mit einem eigenen 900 PS-V12-Dieselmotor hergestellt hatte.
In den 1930er-Jahren beteiligte sich die American Locomotive Company an verschiedenen Projekten, so dem Bau des Tunnels unter dem Hudson River zwischen New Jersey und Manhattan (1930) und der Konstruktion fernsteuerbarer und wasserdichter Türen und Fenster für Hochseeschiffe (1936). Auch im Bereich des Lokomotivbaus wurden neue Fahrzeuge vorgestellt: im Jahre 1935 die ersten beiden Stromliniendampflokomotiven der Klasse A der Milwaukee Road, entworfen von Otto Kuhler (1894–1977) und bei den dieselelektrischen Zügen eine Güterzug-Streckenlokomotive (1939). Im Rahmen des Zweiten Weltkriegs produzierte das Unternehmen 7362 Panzer, 3314 Jagdpanzer, 2.300.000 Geschosse aller Art, 410.000 Bomben, 2574 Gewehrrahmen und schließlich 4488 Lokomotiven für die US-Streitkräfte. Dazu wurde mit General Electric abgesprochen, ab 1940 nur deren elektrische Ausrüstungen zu verwenden im Gegenzug für einen Verzicht von GE auf den Diesellokomotivbau. 1953 beendete GE jedoch das Abkommen und baute erneut eigene Diesellokomotiven.

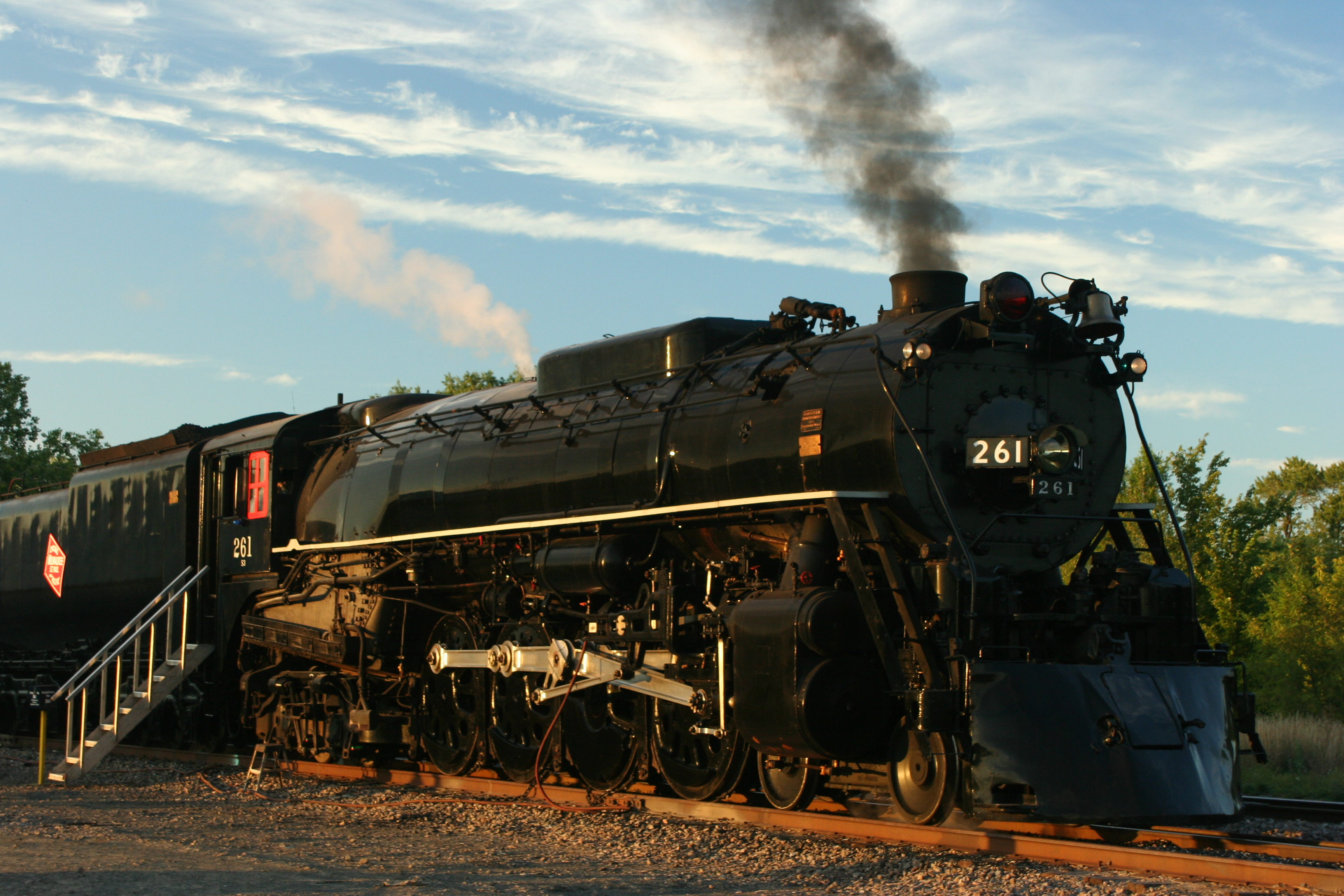
Die Milwaukee Road 261, eine 2’D2’ h2-Dampflokomotive von 1944

Im Zuge dieser großen Unternehmungen erreichte die American Locomotive Company 1944 einen Produktionsrekord von 1354 Lokomotiven. Drei Jahre hatte man eine der größten Dampflokomotiven der Welt, die „Big Boy“/Reihe 4000/(2’D)D2’/ca. 544 t/7000 PS, gebaut. Die zweite Hälfte der 1940er Jahre war durch den Kauf der Beaumont Iron Works Company (1945), die Ausrüstungsteile zur Erdölgewinnung produzierte, und die Herstellung der 75.000. Dampflokomotive (1948) geprägt. Zudem erhielt das Unternehmen 1949 von der United States Atomic Energy Commission einen Großauftrag zur Produktion mit Nickel überzogener Röhren. Wie schon im Zweiten Weltkrieg unterstützte die Firma im Koreakrieg das Militär mit der Produktion Tausender Panzer und Flugmotorcontainer, 1953 beteiligte man sich an der Entwicklung des ersten atomgetriebenen U-Bootes der US Navy (Nautilus). Im gleichen Jahr wurde die Bituminous Coal Research Inc. gegründet, um eine Kohlenstaubturbine für Lokomotiven zu entwickeln. Nach dem Bau und der Erprobung eines Prototyps wurde das Projekt jedoch aus Geldmangel gestoppt.
Die zweite Hälfte der 1950er Jahre war durch Neuerungen geprägt. Nicht nur wurde 1955 der Name der Firma von ALCo in Alco Products, Inc. geändert und im Jahr darauf der neue Dieselmotor Alco 251 als Ersatz für den Alco 244 offiziell in die Produktion eingeführt, sondern 1957 im Rahmen des Army Nuclear Power Program der erste nicht experimentelle Kernreaktor der USA (APPR-1, später umbenannt in SM-1) gebaut. Mit dem Bau des dritten hergestellten Kernreaktors im Jahre 1962 war die Firma für kurze Zeit der größte Ausrüster von Nuklearanlagen in der Welt, bevor 1963 alle Aktivitäten auf dem Sektor der Nukleartechnik eingestellt sowie alle Entwicklungen dieser Technik an die Firmen Baldwin-Lima-Hamilton Corporation, Blaw-Knox und Struthers-Dunn verkauft wurden. Im Bau von Lokomotiven für den Export konnte die Marktführung behauptet werden, so stellte das Unternehmen 1958 80 % der nach Übersee exportierten Lokomotiven her. Zudem konnten 1964 die erste dieselhydraulische Güterzuglokomotive und die erste dieselelektrische 5500-PS-Lokomotive gebaut werden.

### Aufkauf, Zerlegung und Ende des Unternehmens

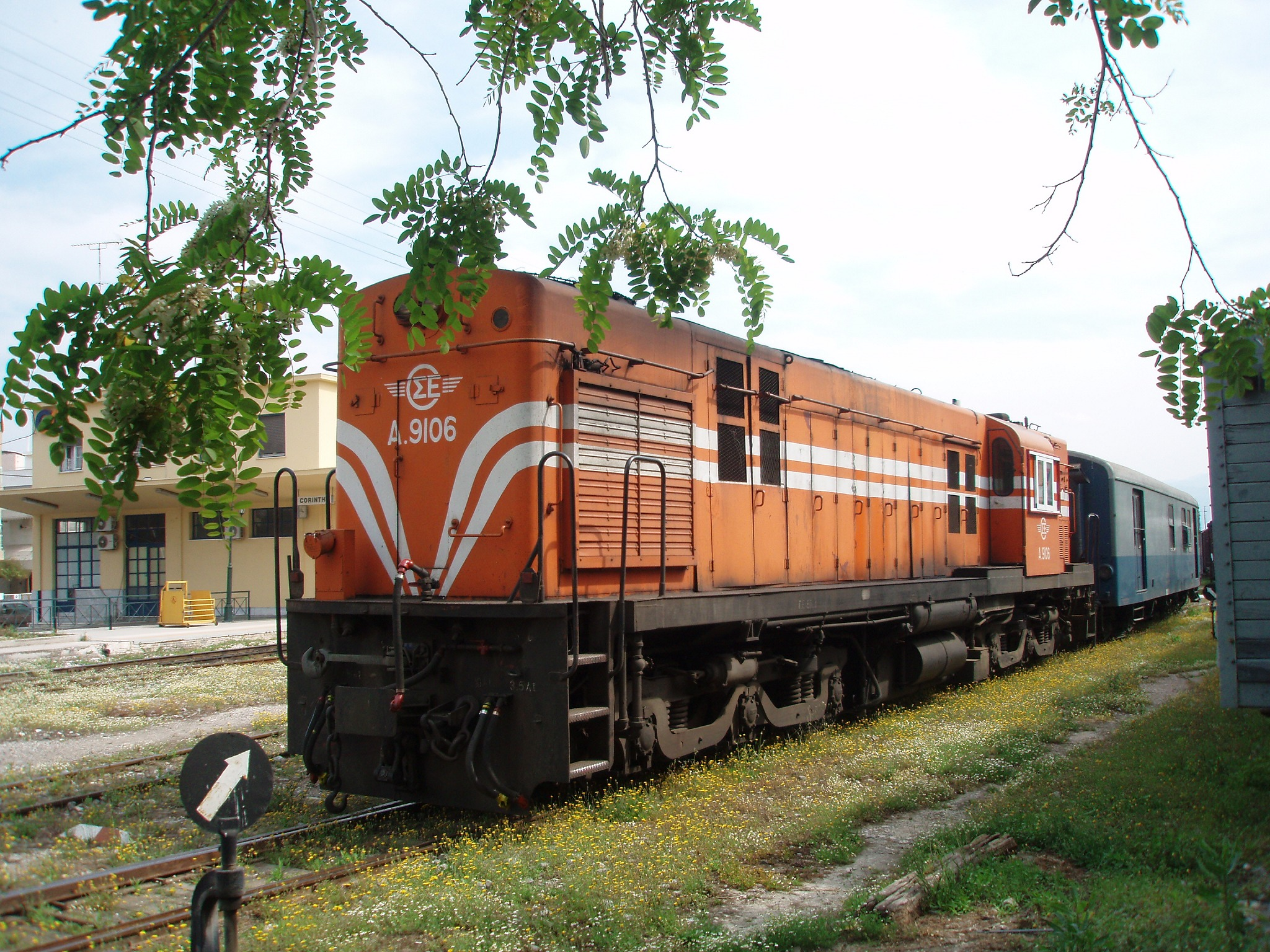
Die Diesellokomotive ALCo DL537 der Hellenic Railways Organization (OSE) in Korinth, 2007

Dennoch wurde am 31. Dezember 1964 Alco Products, Inc. von der Worthington Corporation aufgekauft, die selbst drei Jahre darauf mit der Studebaker Corporation zur Studebaker-Worthington, Inc. fusionierte, woraufhin die American Locomotive Company zur 100%igen Tochtergesellschaft wurde. Im folgenden Jahr war das Unternehmen gezwungen, den Bereich der Alco Forge & Spring, Inc., Latrobe an die Edgewater Corporation zu verkaufen und die eigene Produktion auf die Tochterfirmen Alco Locomotives, Inc., Schenectady; Alco Engines, Inc., Auburn; Alco Products Service, Inc., Schenectady; Alco Spring Industries, Chicago Heights und Finserv Computer Corp., Schenectady zu übertragen. 1969 beendete Alco Products, Inc. die Produktion von Diesellokomotiven für die USA und verkaufte die Lizenzrechte (nicht für die Dieselmotoren) an die Montreal Locomotive Works. Am 1. Februar des Folgejahres verkaufte die Studebaker-Worthington, Inc. das Unternehmen an die White Motor Company, das damit die White Industrial Power Inc. gründete. Der Firmenname der American Locomotive Company wurde nicht mehr verwendet und auch das Stammwerk in Schenectady geschlossen. Erst als 1977 die britische General Electric Company Ltd. die White Industrial Power Inc. kaufte, änderte sie deren Namen in einen Namen, der auf das Unternehmen zurückverweist: Alco Power Inc. Diese erhielt 1979 einen Auftrag aus Brasilien zu Bau und Lieferung von 74 Dieselmotoren, wurde allerdings fünf Jahre danach von Bombardier inklusive der Motorenlizenzen aufgekauft und erneut umbenannt. Die nun Auburn Technology genannte Firma stellt heute hauptsächlich Mess- und Prüfgeräte her.

## Lokomotiv-Baureihen
- NYC-Klasse J-1
- NYC-Klasse J-2
- UP-Klasse FEF
- UP-Klasse 3900
- UP-Klasse 4000
- UP-Klasse 9000
- Boxcab-Lokomotive
- RSD15 Diesellok
- RS-3 Diesellok

## Automobilbau

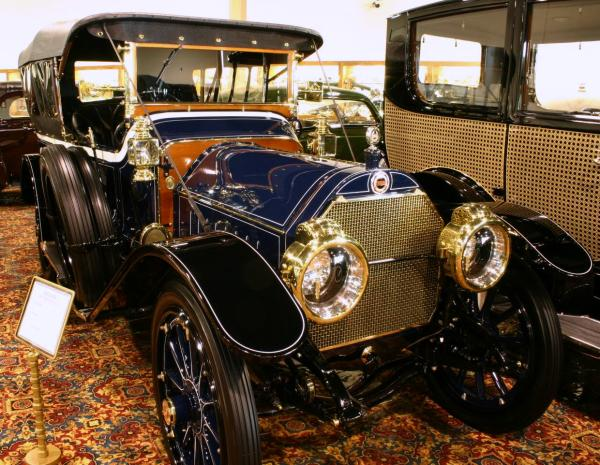
Auch Automobile wurden hergestellt. Hier ein 1912 Alco aus der Nethercutt Collection in Santa Clarita.

Nach einer Lizenz von Berliet begann 1906 der Bau von Personenkraftwagen. Der Markenname lautete offiziell American Locomotive Motor Car, in der Presse oft verkürzt zu American Locomotive (Berliet), American Berliet oder nur Berliet. Ab 1909 entstanden eigenständige Modelle, die nun den Markennamen Alco trugen.  Außerdem wurden Lastkraftwagen gefertigt. 1913 endete die Produktion.